# 2005년 부산 APEC 정상회의
제17회 아시아 태평양 경제협력체 정상회의는 2005년 11월 18일부터 11월 19일까지 대한민국 부산광역시 누리마루에서 개최되었다.

## 유치 과정

### 후보 도시
2000년 11월 20일 인천광역시청은 김대중 대통령에게 2005년 APEC(Asia Pacipic Economic Cooperation, 아시아 태평양 경제협의체) 정상회의가 인천에서 개최될 수 있도록 해 달라고 건의하였다. 최기선 인천광역시장은 인천을 방문하는 김대중 대통령에게 인천광역시청 주요업무 보고를 마친 뒤 2005년 APEC이 한국에서 개최되는 만큼 인천공항 개항과 국제항으로 동북아의 국제도시인 인천이 APEC 개최의 적지임을 설명하고 유치 지원을 요청하였다. 이와 관련하여 인천광역시청은 지난 6년간 의욕적으로 추진해 온 송도신도시 내 국제업무지구에 약 10만평 정도의 부지를 활용, 국제 컨벤션센터·호텔·쇼핑몰, 무역전시장등이 들어가는 랜드마크 빌딩을 세워 이 곳을 APEC 개최 장소로 사용한다는 계획을 세우고 있다.
한편, 한국은 2000년 11월 브루나이에서 개최된 APEC 정상회의에서 2005년 APEC의 의장국으로 선임돼 APEC회의를 개최해야 된다. 1993년 미국 시애틀에서의 제1차 정상회의 이후 매년 개최돼 온 APEC 정상, 각료회의는 21개의 회원국 및 광범위한 활동 범위, 1만5천여명에 이르는 참가연 인원 등을 고려하면 대표단 규모가 3천여명 수준에 불과한 ASEM보다 훨씬 규모가 큰 매머드급 국제회의로 APEC은 단순히 정상회의 뿐이 아닌 외무 및 통상 합동각료회의 1회, 통상 및 재무장관회의 등 부문별 각료회의 3회, 고위관리회의 4회, 각 위원회및 전문가 그룹, 작업반회의, 워크숍등의 기타회의가 모두 40회 정도 치러지게 된다.
2003년 9월 17일 부산광역시청은 해운대구 우동 벡스코 컨벤션홀에서 안상영(安相英) 부산광역시장을 비롯한 230여명의 각급 기관장과 시민단체, 시민 등이 참석한 가운데 ‘APEC부산유치범시민유치위원회 창립총회’를 갖고 본격적인 활동에 돌입했다. 10월에는 2003년 회의 개최지인 태국 방콕을 방문해 준비상황 등을 벤치마킹할 계획이다.
유치위원회는 APEC 부산 개최의 당위성으로 △지금까지 열 차례의 회의 중 8번이 지방도시에서 개최 됐고 △APEC 21개 회원국 중 상하이(上海), LA 등 11개 회원국 12개 도시와 부산이 자매도시이며 △충분한 회의공간(벡스코)과 숙소, 공항 규모, 접근성, 안전성, 관광도시 등을 내세우고 있다.
2003년 12월 31일 부산광역시청이 외교통상부에 APEC정상회의유치신청서를 제출하였다. 부산광역시청은 유치신청서를 제출하면서 126만 시민 서명운동, 경남·북과 울산의 APEC 부산 개최 공동협력 결의문을 함께 제출한 것으로 알려졌다.
같은 날 제주도청도 2005년 아시아·태평양 경제협력체(APEC) 정상회의 유치 신청서를 외교통상부에 접수하였다. 제주도청은 유치신청서에서 “제주도는 한·소, 한·미, 한·일 정상회담 등을 성공적으로 개최한 경험이 있어 자유롭고 안전하게 APEC 정상회의를 개최할 수 있는 최적지”라고 설명했다. 제주도청은 APEC정상회의 유치를 위해 2003년 9월 유치추진협의회를 구성했으며 도민운동본부를 발족시켜 도민결의대회, 서명운동 등을 펼칠 예정이다. 또한 제주도청은 외교통상부가 제시한 회의시설, 숙박시설, 공항시설, 교통 및 경호 여건 등 8개항의 주요 평가 기준 가운데 회의시설과 교통 및 경호 여건인 경우 상대적으로 우위에 있으며 숙박, 공항시설에서는 다른 지역과 보합세를 보인다고 자체 평가하고 있다.
한편, APEC정상회의유치신청서를 낸 곳은 서울특별시청과 부산광역시청, 제주도청 등 3곳이다.
2004년 1월 2일 우근민 제주도지사는 APEC 정상회의 유치신청서 제출에 따른 기자회견을 갖고 "2005년 APEC 정상회의 개최지 선정과 관련해 어떤 정치적 의미나 상황 논리가 개입되어서는 안된다"며 유력한 경쟁도시인 부산의 정치적 압력에 대해 우려를 나타냈다. 우근민 제주도지사는 "유치를 희망하는 서울특별시청과 부산광역시청도 정부의 공정한 심사와 객관적인 결정 절차를 기대할 것으로 생각한다"며 "공정한 룰에 의해 정정당당히 경쟁할 수 있다면 그 결과에 대해서는 모두가 깨끗이 승복할 것으로 확신한다"고 밝혔다.
이와 관련하여 제주도청은 "개최도시선정위원회는 5∼6월께 최종 결정할 가능성을 내비치고 있지만 부산광역시청이 2004년 국회의원총선거 이전에 결정할 것을 요구하는 등 2월 조기 결정설이 나돌고 있다"며 "제주도청은 현장 실사와 비교 평가 등 충분한 심사 기간을 확보해 줄 것을 선정위원회에 촉구할 계획"이라고 밝혔다.
2004년 1월 7일 열린우리당 부산광역시지부 ‘APEC부산유치실현위원회’출범으로 세몰이를 가속화하며 4·15 총선과 연계한 압박 작전을 노골화하였다. 대통령비서실에서는 문재인 민정수석비서관이 APEC 부산 개최를 강력하게 밀고 있는 것으로 알려지고 있다. 제주 출신 문정인 교수가 개최도시 선정위원회 위원 후보로 올랐다가 탈락한 것도 문재인 민정수석비서관의 입김 때문이라는 의견이 지배적이다.
2004년 2월 노무현 대통령이 부산항만공사(BPA) 출범식 때 부산을 방문,'APEC의 지방개최'라는 정부의 원론적인 원칙을 발표하였다.
2004년 3월 3일 노무현 대통령이 제주지역언론인간담회에서 APEC정상회의 개최에 대해 언급하였다. 제주지역의 한 언론인이 "2월 25∼27일까지는 실사가 이뤄졌는데 준비가 잘됐다는 긍정적인 평가를 받았다. 제주도 내의 1백만 도민들은 경호, 환경, 숙박시설 등 여러 가지 조건에서 긍정적으로 평가를 하고 있다. 다만 대통령께서 정치적 고향이 부산이고 또 총선 후에 어떤 정치적 색깔이 가미되지 않을까 하는 우려를 갖고 있다"고 말하자 "결론부터 말씀드리면 제가 여기 개입하는 것이 적절치 않다 이런 생각을 가지고 있고 항상 그렇게 또 말해 왔다. 동계 올림픽 유치지도 회의의 편의효과, 경기의 편의효과, 또 유치가능성 이 모든 것을 좀더 전문가들의 분석을 통해서 객관적으로 결정돼야지 정치적으로 결정해야 되겠냐 이렇게 해 왔는데 마찬가지로 이것도 그렇지 않은가 생각한다. 그래서 저의 정치 근거지가 부산이기는 하지만 그러나 이것 가지고 그렇게 편파적으로 하지는 않겠다. 저는 듣고만 있다. 어쨌든 이 심사과정에서 통과되도록 힘들을 한번 모아보라. 회의를 가장 잘 치러낼 수 있다는 믿음을 줄 수 있는 것이 제일 중요한 문제 아닌가 생각한다."라고 답변했다.
2004년 3월 8일 대통령비서실 권오규 정책수석비서관이 APEC 정상회의 개최도시 선정과 관련 "부산과 제주간의 경쟁 분위기가 과열되고 있다"면서 "개최도시 선정이 되지 못하는 경우 통상장관회의나 재무장관회의 등 다른 국제회의를 분산 개최하는 방안을 강구중이다"고 밝혀 주목된다. 이날 수석·보좌관회의에 참석한 권오규 정책수석비서관은 현안보고에서 "APEC 개최도시 선정과 관련해 이홍구 위원장이 공정하고 객관적인 절차에 따라 하고있다"며 "그러나 APEC 기획단에게 후유증을 최소화하는 방안을 강구하도록 하겠다"면서 이렇게 밝혔다.
대통령비서실이 이처럼 과열경쟁에 우려를 표명하고 '교통정리'를 하고 나선 것은 부산광역시청과 제주도청이 APEC 정상회의 유치에 사활을 걸고 있기 때문이다. 서울특별시청 또한 부산광역시청과 제주도청처럼 외형적인 유치활동은 벌이지 않고 있지만 내심으로는 APEC 유치를 기대하고 있다.
부산광역시청은 2003년 9월 APEC부산유치범시민추진위원회를 발족한 데 이어 2004년 1월에는 APEC 정상회의 부산 유치를 위한 태스크포스 팀을 구성했다. 부산광역시청은 이미 135만명에게서 지지 서명을 받았으며 2004년 3월 중에도 APEC유치기원특별경륜경기(5일)에 이어 APEC유치기원만세행진(13일) 등의 관련 행사를 계획하고 있다.
제주도청은 2004년 1월 150개 단체로 범도민운동본부를 결성했으며, 100만명 서명운동을 벌여 현재 36만 명에게서 서명을 받았다. 제주지역 7개 대학 총학장과 지방의회, 청년회, 해병전우회 등이 APEC 유치 결의대회를 갖기도 했다.
서울특별시청은 2003년 11월 서울특별시의회, 한국무역협회, 서울상공회의소, 코엑스 등과 APEC추진위원회를 구성한 것 외에 외부활동은 자제하고 있는 것으로 전해진다. 그러나 서울특별시청은 코엑스 인터콘티넨탈호텔 등 국제회의장과 1급 숙소를 갖추고 있으며 대규모 행사를 유치한 경험이 있어 부산광역시청이나 제주도청보다 유리하다는 입장이다.
2004년 4월 22일 열린우리당 정동영 의장과 간담회를 가진 부산지역 비례대표·지역구 당선자들이 "부산으로 가느냐, 제주로 가느냐에 따라 재보궐선거에 영향을 받을 것"이라고 압박했으며, 이튿날 부산지역 여·야 당선자 16명은 "국익차원에서 부산개최는 당연하다"는 논리를 펴기도 했다.
이와 관련하여 부산 측은 '6·5보선'을 무기로 은근한 압박을 가하고 있다. 특히 4·15총선을 앞두고 조속한 결정을 촉구했던 부산은 총선 석패 후 개최지 결정 연기를 주장했다. 정치적 압박을 가했다가 총선후 상황이 불리해지자 돌연 "객관적 결정" 요구를 덧씌우더니 이제는 또다시 보선이란 정치적 요소를 승부수로 활용하고 있다. 이 과정에서 부산은 지방자치단체는 물론 정당, 언론, 시민단체까지 나서 제주에 대한 '네거티브' 전략을 구사했으나 제주는 대응을 자제했다. 더구나 부산은 "APEC 부산 유치가 국익"이라며 지역감정까지 동원했다.

### 부산광역시 결정
2004년 4월 26일 오후 2시 APEC개최도시선정위원회(위원장 이홍구 전 국무총리)는 외교통상부 회의실에서 제5차 전체회의를 열고 부산을 2005년 제13차 APEC 정상회의 개최도시로 결정됐다.
2004년 5월 23일 열린우리당과 한나라당은 6·5 재보궐선거 공식선거운동 첫날을 맞아 제주로 내려가 4.15총선에서 제주의 지역구 3곳을 석권한 점을 들어 지역발전론을 내세운 반면 한나라당은 APEC 정상회의 유치전에서 제주가 패한 점을 들어 인물론을 제기했다. 이날 열린우리당 신기남 의장은 APEC 정상회의 유치 실패에 따른 민심 이반을 염두에 둔 듯 APEC 분산 개최와 정부혁신국제회의 유치, 국제회의도시 지정등 지역발전 공약을 제시했다.
2006년 5월 15일 문재인 전 민정수석비서관이 부산에서 가진 기자간담회에서 "대통령도 부산 출신인데 부산 시민들이 왜 부산정권으로 안 받아들이는지 이해가 안 된다"며 부산지역의 지지율 정체현상에 대해서 답답함을 토로해 논란이 되었다. 이날 문재인 전 민정수석비서관은 "아태경제협력체(APEC) 정상회의와 신항.북항 재개발, 인사 등 정부로서는 거의 할 수 있는 만큼 부산에 신경을 쓰고 지원했는데 시민들의 귀속감이 전혀 없다. 엄청 짝사랑하는 것 아니냐"면서 이같이 말했다.

## 참석 정상
| 경제권               | 참석 정상 | 참석 정상                | 참석 정상                             |
| 경제권               | 사진      | 이름                     | 대표                                  |
| -------------------- | --------- | ------------------------ | ------------------------------------- |
| 오스트레일리아       |           | 존 하워드                | 총리                                  |
| 브루나이             |           | 하사날 볼키아            | 술탄                                  |
| 캐나다               |           | 폴 마틴                  | 총리                                  |
| 칠레                 |           | 리카르도 라고스          | 대통령                                |
| 중화인민공화국       |           | 후진타오                 | 주석                                  |
| 홍콩 (홍콩 차이나)   |           | 쩡인취안                 | 행정장관                              |
| 인도네시아           |           | 수실로 밤방 유도요노     | 대통령                                |
| 일본                 |           | 고이즈미 준이치로        | 내각총리대신                          |
| 대한민국 (개최국)    |           | 노무현                   | 대통령                                |
| 말레이시아           |           | 압둘라 아맛 바다위       | 총리                                  |
| 멕시코               |           | 비센테 폭스              | 대통령                                |
| 뉴질랜드             |           | 헬렌 클라크              | 총리                                  |
| 파푸아뉴기니         |           | 마이클 소마레            | 총리                                  |
| 페루                 |           | 알레한드로 톨레도        | 대통령                                |
| 필리핀               |           | 글로리아 마카파갈 아로요 | 대통령                                |
| 러시아               |           | 블라디미르 푸틴          | 대통령                                |
| 싱가포르             |           | 리셴룽                   | 총리                                  |
| 대만 (중화 타이베이) |           | 린신이                   | 총통부 고문 (APEC 중화 타이베이 대표) |
| 태국                 |           | 탁신 친나왓              | 총리                                  |
| 미국                 |           | 조지 W. 부시             | 대통령                                |
| 베트남               |           | 쩐득르엉                 | 주석                                  |

## 같이 보기
- 2025년 경주 APEC 정상회의